# Gorua caea
Gorua caea là một loài bướm đêm trong họ Noctuidae.